# Sendvič (laminát)
Sendvičový kompozit, zkráceně sendvič je zvláštní druh kompozitu, který sestává ze dvou vnějších vrstev překrývajících mezivrstvu (jádro). Vnější vrstvy jsou obvykle tenké, ale pevné, vnitřní vrstva, tzv. distanční, je tlustší, zpravidla méně pevná, lehká hmota nebo struktura.

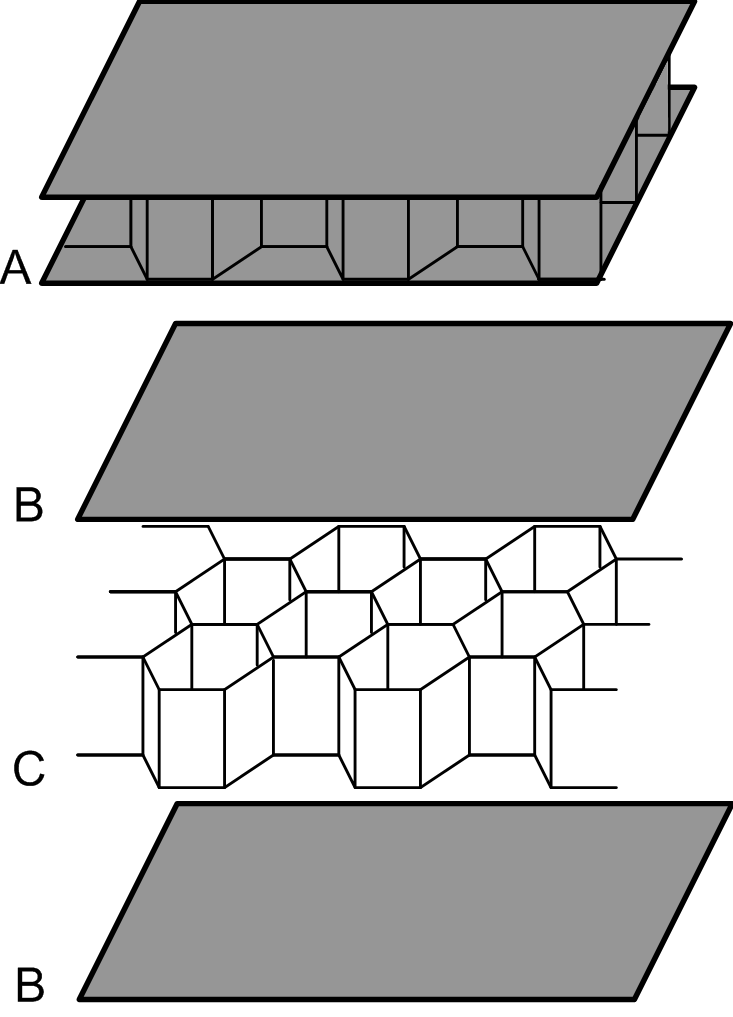
Schéma konstrukce sendvičového panelu s voštinovým jádrem

Na schematickém nákresu vpravo je A sendvičový panel, B obě vnější vrstvy a C voštinové jádro sendviče.
Sendvič se liší od jednoduchých laminátů
- složením (u laminátu jsou v principu dvě ploché vrstvy slepeny vrstvou pryskyřice)
- tuhostí – až trojnásobně vyšší
- hmotností - cca polovina váhy laminátu
- isolačními schopnostmi – až dvojnásobné

## Příklady

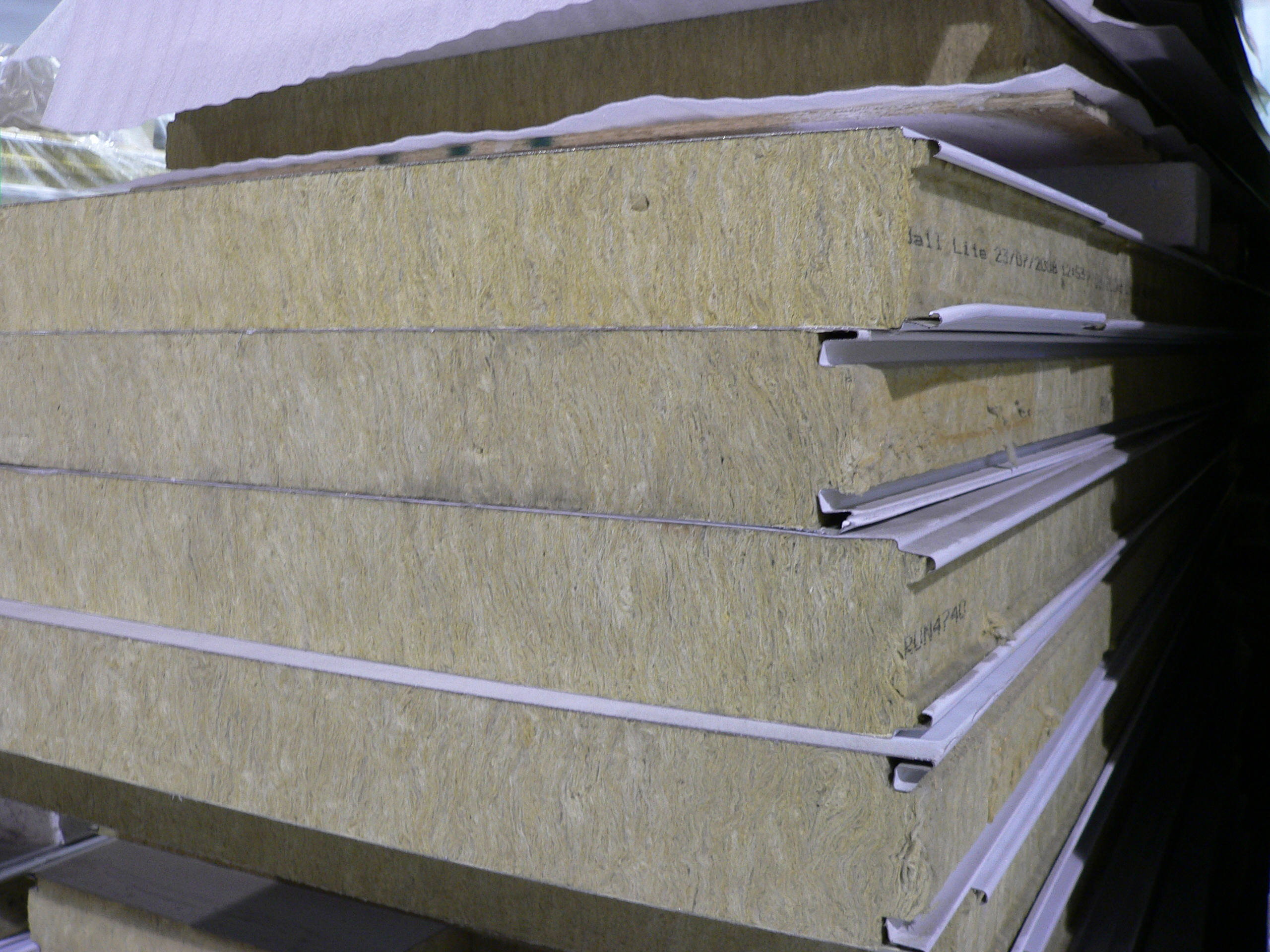
Protipožární panely s jádrem z minerální vaty

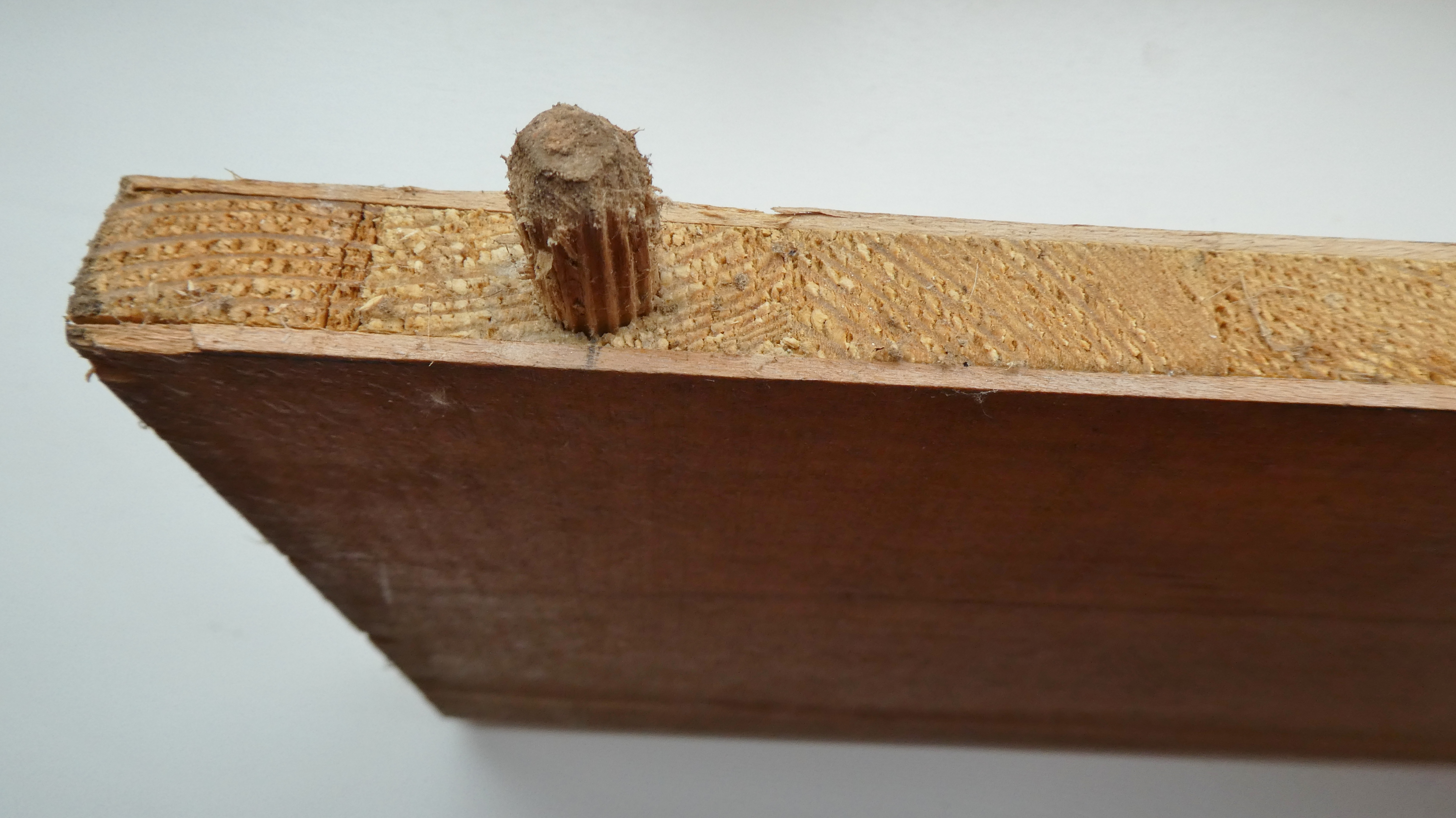
Laťovka

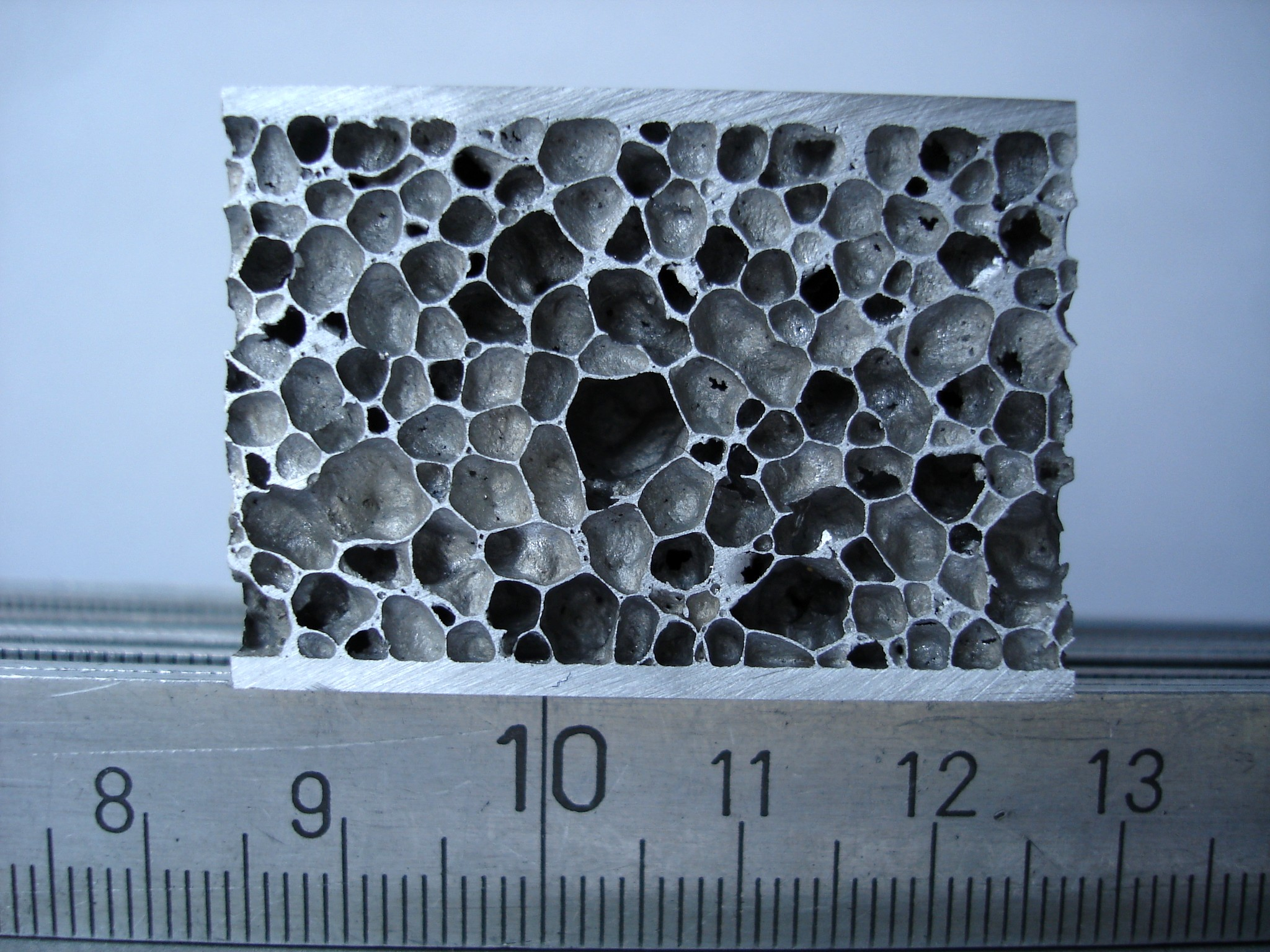
Hliníkový pěnový sendvič

Sendvičové kompozity jsou využívány v různých oblastech. Několik příkladů:
- voštinové dveře - vnější vrstvy obvykle z různých dřevitých materiálů (dýha, sololit, překližka…), používají se však i jiné tenkovrstvé deskové materiály, jádro z papírové voštiny, výhodou je nízká hmotnost, nevýhodou horší útlum zvuku,
- sendvičové tepelně izolační panely - vnější vrstvy z ocelového nebo hliníkového plechu, tepelně izolační jádro z polyuretanové nebo polystyrenové pěny, případně z minerální vaty, použití na stěny a střechy průmyslových hal, chladicí a mrazicí boxy, panely s minerální vatou i jako protipožární,
- laťovka - vnější vrstvy z kvalitní dýhy, jádro z latěk z měkkého dřeva, do poloviny 20. století nejběžnější materiál pro výrobu nábytku, je výrazně lehčí než dřevotříska, lze tvořit oblé tvary, menší spotřeba pojiva, ale oproti dřevotřísce náročnější výroba,
- hliníkový pěnový sendvič s jádrem z pěnového hliníku, vyrábí se buď lepením lícních vrstev na jádro, nebo v dokonalejší formě přímým litím, kdy se okrajové vrstvy vytvářejí zároveň s pěnovým jádrem.
- kompozitní hliníkové desky - vnější vrsrvy z tenkého hliníkového plechu (od 0,12 mm), jádro z polyethylenu, celková tloušťka od 2 mm, jsou výrazně lehčí a přitom houževnatější než plech stejné tloušťky a zároveň odolné proti UV záření,
- vlnitá lepenka - zvlněný papír vlepený mezi dvě vrstvy hladkého kartonu, je výrazně tužší na ohyb než použitý papír, ale stále relativně lehká, kromě běžného použití v obalové technice se někdy používá i jako konstrukční materiál.

## Princip působení sil
Na vnější vrstvy sendviče působí tažné a tlakové síly, zatímco distanční materiál musí udržovat velikost průřezu a čelit smykovému zatížení.

## Výchozí materiály na výrobu sendvičových kompozitů
Na vnější vrstvy sendvičů se nejčastěji používají lamináty vyztužené skleněnými nebo uhlíkovými vlákny, pro některé účely také kovové fólie.
Mezivrstva může být např. z voštin, z lehkého dřeva nebo z polymerních pěn (PVC, PU aj.)

## Výroba

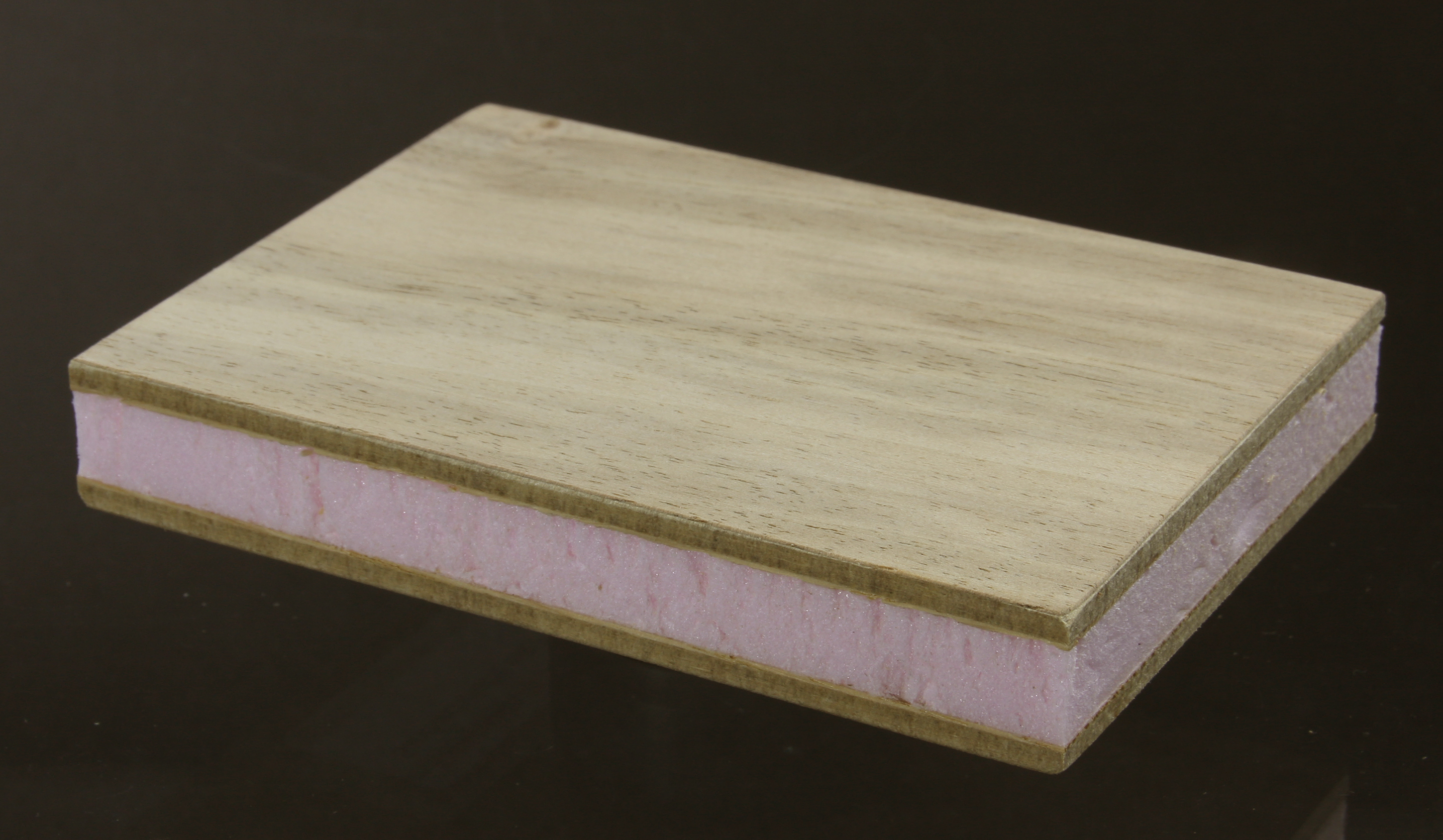
Sendvič s jádrem z polystyrenové pěny

Na vnější vrstvu kompozitu (např. laminát ze skleněných vláken) se nanáší pryskyřice, na kterou se pokládá a přitlačí jádro sendviče. Po několika sekundách se pryskyřice rozpustí a následuje napojení horní vnější vrstvy. Aby se dosáhlo optimálního spojení jednotlivých vrstev, prochází kompozit zařízením s vakuovým vakem, hydraulickým lisem nebo autoklávem.[ve zdroji nenalezeno]
Sériově se vyrábí kompozity s tloušťkou mezi 1 a cca 100 mm, hmotnost může být až pod 40 g/m².

## Použití
Použití sendvičových kompozitů je velmi mnohostranné - od trupu lodí, letadel a automobilů přes konstrukční díly ve stavebnictví k rotorům větrných elektráren. Laminární kompozity se často používají zejména tam, kde je požadována odolnost proti korozi a abrazi.

## Zajímavosti
Proslulý britský víceúčelový bojový letoun z druhé světové války de Havilland DH.98 Mosquito měl některé části konstrukce vyrobeny z dřevěného sendvičového kompozitu s jádrem z velmi lehkého balzového dřeva. Kromě základní výhody, jíž je nízká hmotnost, umožnilo použití dřeva ušetřit nedostatkové kovové materiály.
Sluneční sonda NASA Parker Solar Probe je před extrémním zářením v blízkosti Slunce chráněna tepelným štítem s jádrem z uhlíkové pěny, které je z obou stran kryto vrstvou uhlík-uhlíkového kompozitu.